# アフガン戦争

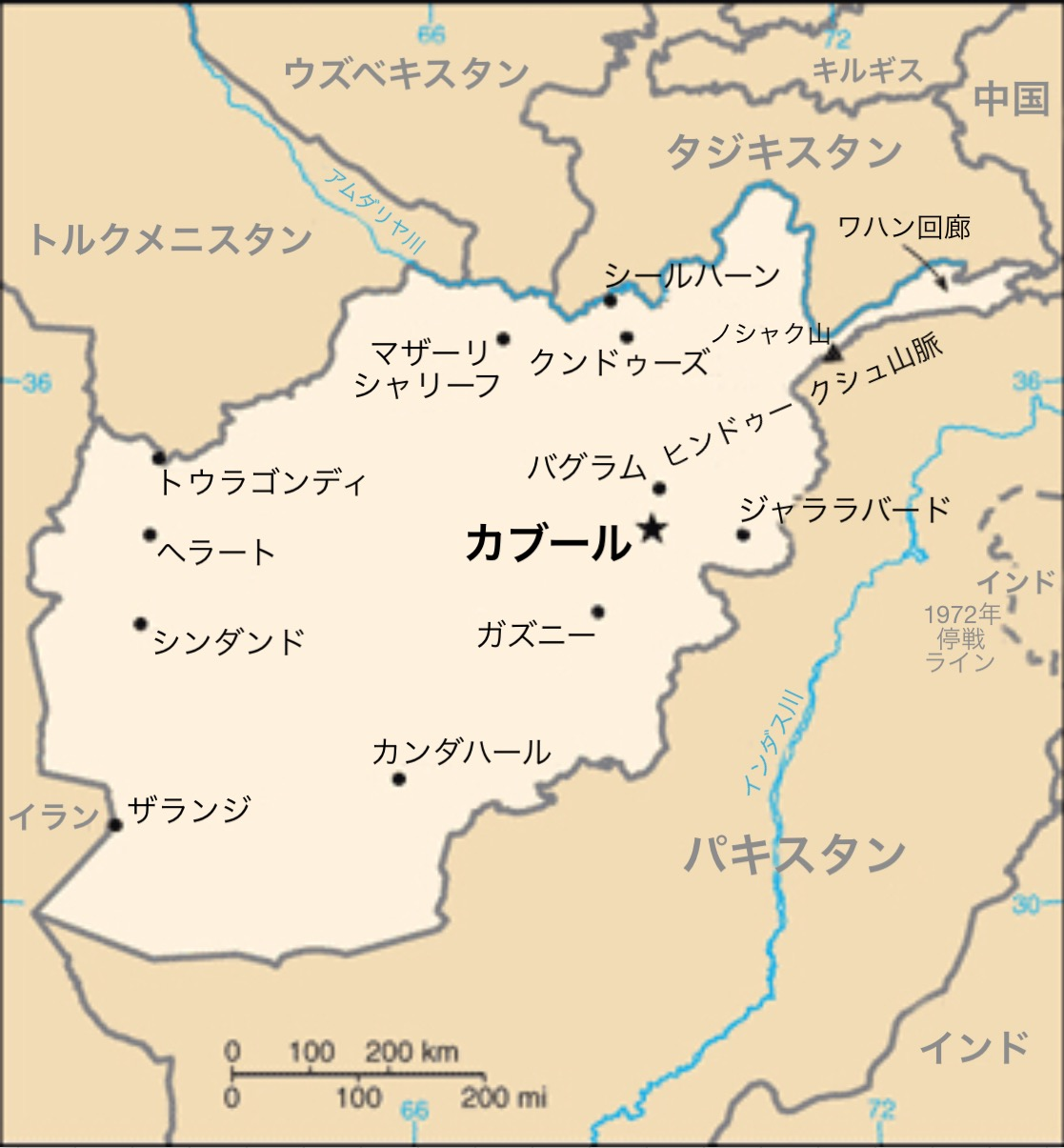
アフガニスタンの地図

アフガン戦争（アフガンせんそう、英語：Afghan Wars）は、近現代にアフガニスタンを舞台に起こった諸戦争のうち、特に19世紀から20世紀初頭に行われたアフガニスタンとイギリスの間の三次にわたる戦争のこと。
アングロ・アフガン戦争ともいう。

## 概要
第一次（1838年 - 1842年）と第二次（1878年 - 1881年）のアフガン戦争は19世紀に繰り広げられたグレート・ゲームの一環として、中央アジアに進出したロシア帝国がインドへと野心を伸ばしてくることを警戒したイギリスが、先手を打ってアフガニスタンを勢力圏に収めるために行った軍事行動であり、第二次アフガン戦争によってイギリスはアフガニスタンを保護国とした。
アフガン戦争は、狭義にはこの二度の戦争を指した。
第三次アフガン戦争（1919年）は第一次世界大戦直後に行われた戦争で、アフガニスタンがイギリス領インド帝国に攻め込んで独立を認めさせた戦争である。

## 第一次アフガン戦争
現在のアフガニスタン国家の原型となったドゥッラーニー朝を築いたパシュトゥーン人のサドーザイ部族の王家が1818年に統一を失った後、1826年にドゥッラーニー系部族、ムハンマドザイのドースト・ムハンマド・ハーンが代わって権力を握り、バーラクザイ朝国を創始。
シク王国のランジート・シングは、ドゥッラーニー朝の旧王家サドーザイ部族のシュジャー・シャーを支援し、1834年にシュジャー・シャーが最後の反撃をバーラクザイ朝に加え、敗北はしたもののランジート・シングがペシャーワルを獲得した。
1835年にドースト・ムハンマドがアミール・アル＝ムウミニーンを称してバーラクザイ朝アフガニスタン首長国を興した。
1837年、en:Battle of Jamrudではアフガニスタン首長国が勝利した結果、シク王国の影響力はカイバル峠までとなった。イギリスは、ロシア帝国の南下政策に対抗するためにアフガニスタン国内への軍の進駐を要求した。ドースト・ムハンマドは、これに対してペシャーワルの回復という対価を要求した。
これに対し、イギリスのインド総督である第2代オークランド男爵ジョージ・イーデンはドースト・ムハンマドの権力掌握を嫌い、シュジャー・シャーと同盟者のランジート・シングを支援して1838年にアフガニスタンに対し宣戦を布告した（シムラ宣言 - 英: Simlah Manifesto）。
1839年1月、イギリス東インド会社軍は、クエッタからアフガニスタン領内に入ると、カンダハール（4月25日）、ガズナ、カーブル（8月7日）を次々に占領した。国王ドースト・ムハンマドは中央アジアのブハラに亡命し、1840年には帰還して再び抵抗するもののイギリスに敗れて投降した。東インド会社軍は一旦アフガニスタンを平定し、シュジャー・シャー国王を復位させた。
だが、バーミヤーンでバーラクザイ朝の勢力が抵抗を続け、またアフガニスタンの各地で侵入軍に対する反乱が勃発し、1842年1月、カーブルに駐留していたイギリス軍は撤退した。カーブル撤退時の冬季の峠越えとアフガン兵の襲撃により、兵士・人夫計1万6千人が全滅し（en:1842 retreat from Kabul）、イギリスが擁立したシュジャー・シャー国王も殺害された。
同年秋、イギリスは報復のために再び派兵し、カーブルと周辺の村落で破壊と、また捕虜となっていたイギリス人の解放を行ったが、この作戦を最後に戦争の継続を断念し、英領インドに捕らえられていたドースト・ムハンマドの帰国と復位が認められて、第一次アフガン戦争は終結した。

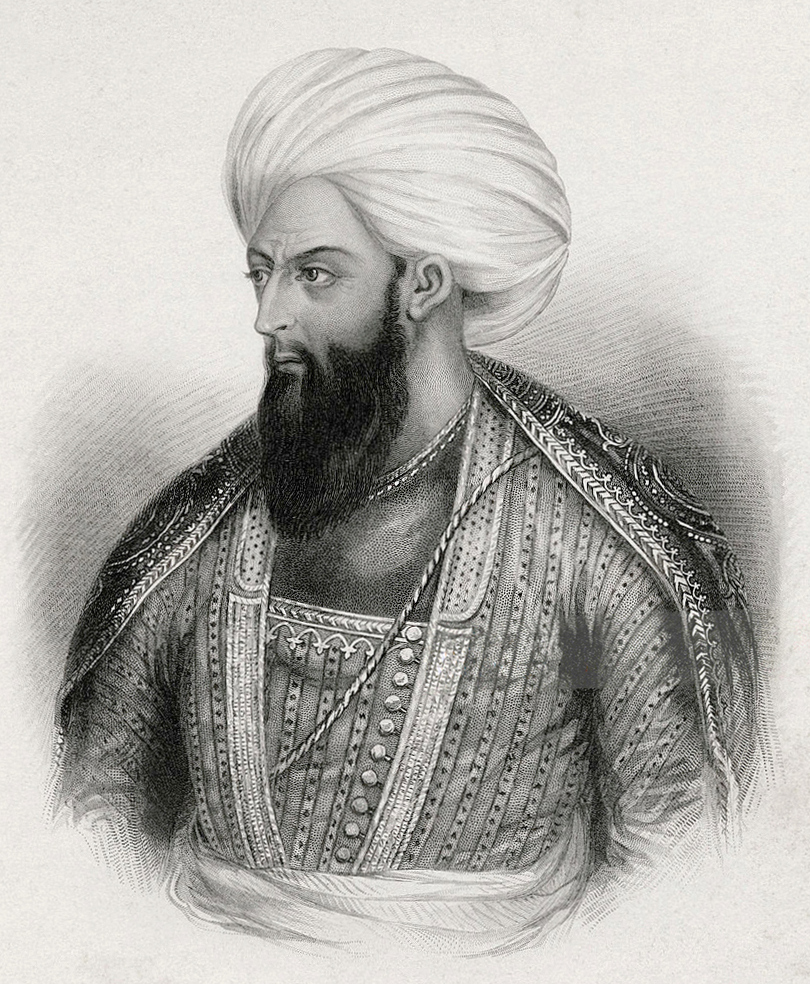
ドースト・ムハンマド・ハーン
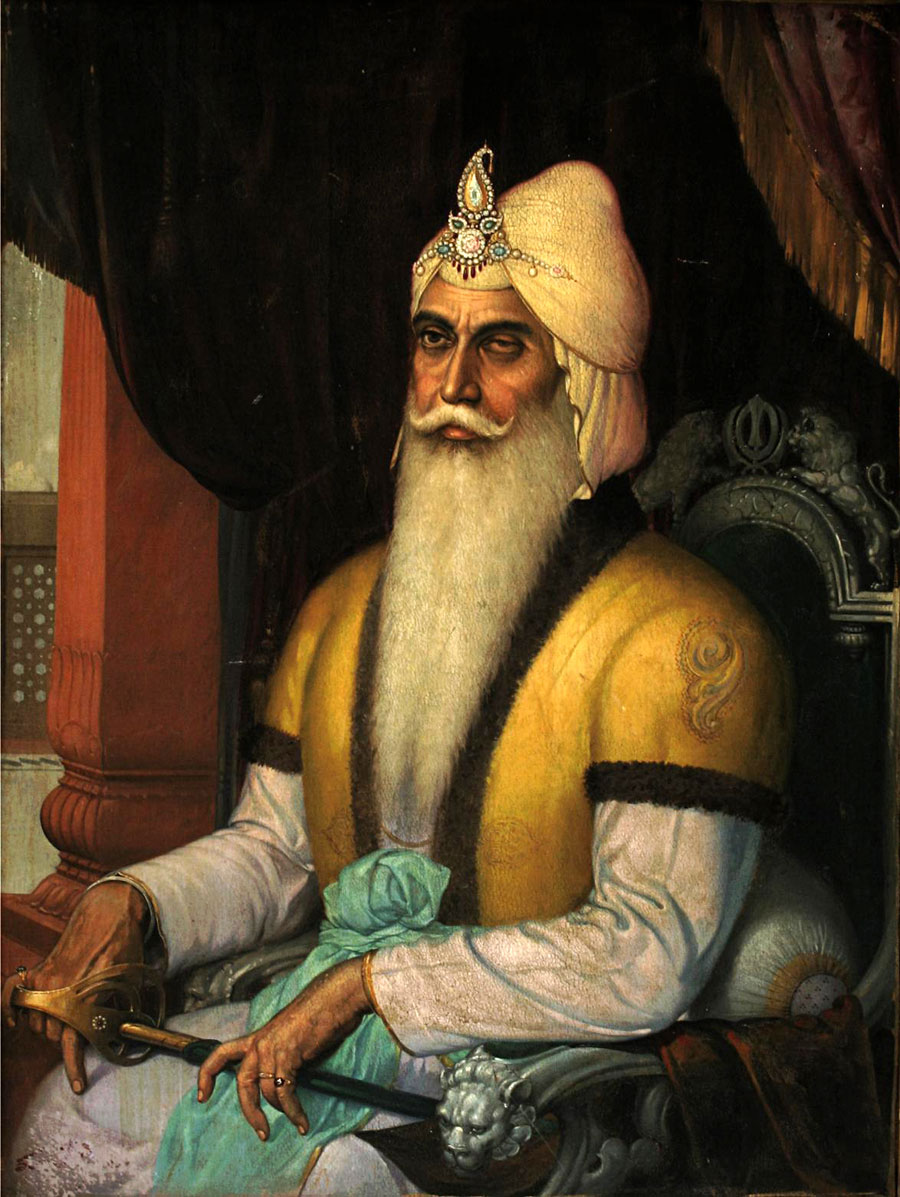
ランジート・シング
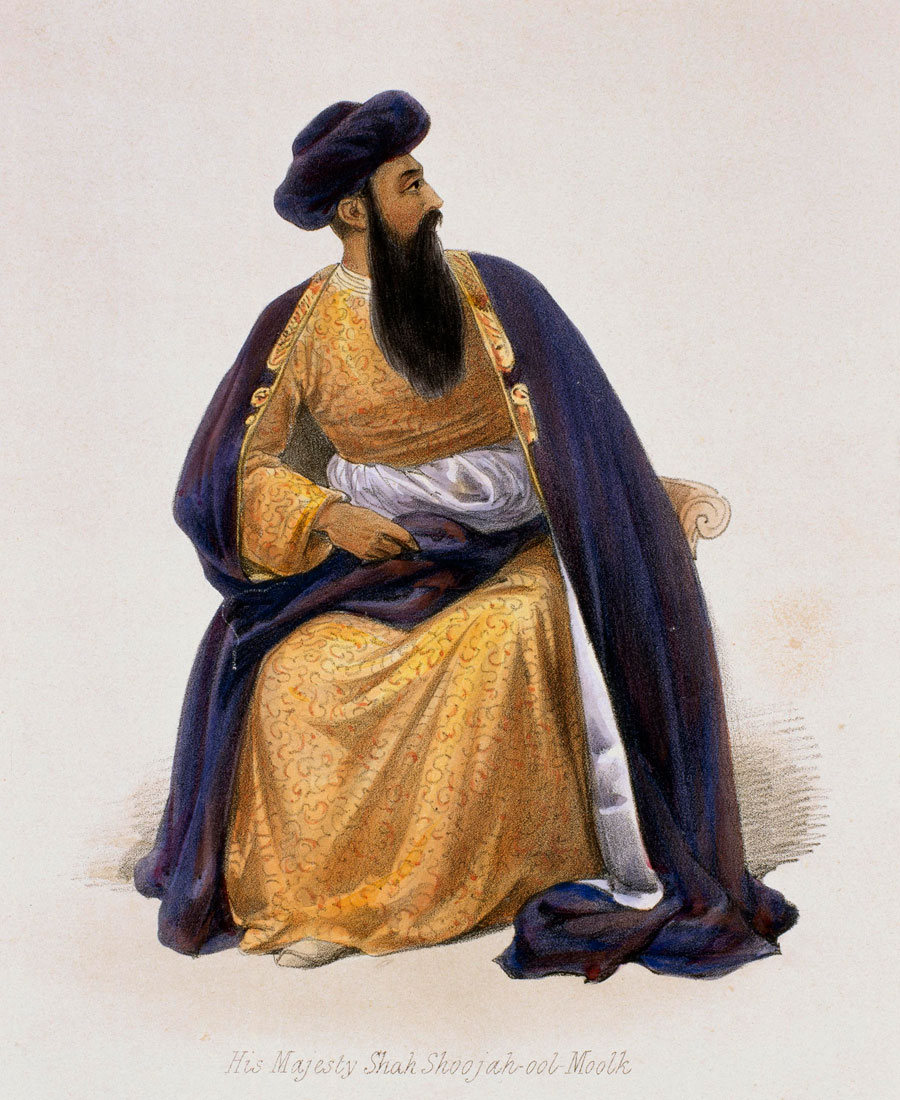
シュジャー・シャー

## 第二次アフガン戦争
復位後、1855年にイギリスとの間でペシャーワル条約を結んで領土の相互保全を約し、北と西で現在のアフガニスタンの領域へと支配を広げたドースト・ムハンマドの死後、兄弟たちを倒して後継者となった息子シール・アリー・ハーンがイギリスとの関係を軽視し、またロシアが1868年にブハラ・アミール国、1873年にヒヴァ・ハン国を保護国とし、1876年にはコーカンド・ハン国を併合して中央アジアへと直接進出する情勢はイギリスを大いに刺激した。
1878年7月、ロシアがアフガニスタンに使節を送ると、シール・アリーは拒絶しようとするがカーブルへの到着を許してしまい、これに対してイギリスのインド副王である第2代リットン伯爵ロバート・ブルワー＝リットンの送った使節が国境で拒絶される事件が起こった。ロシアのアフガニスタン進出を恐れるイギリスのベンジャミン・ディズレーリ内閣は強硬姿勢をとることに決し、再びアフガニスタンに宣戦を布告した。
1878年11月、イギリス軍（英印軍）は、ペシャーワル方面（ブラウン将軍指揮下の1万6千人、火砲48門）、クラム方面（ロバーツ将軍指揮下の6千人、火砲18門）、カンダハール方面（スチュアート将軍指揮下の1万3千人、火砲32門）の3手に分かれてアフガニスタンへと侵攻した。戦闘は、イギリス軍の優勢のうちに進み、カーブルなどの要地を占領した。
やがてシール・アリーは北部のマザーリシャリーフに逃れて同地で死去し、後継者ヤアクーブ・ハーンはイギリスに屈して1879年5月15日にガンダマク条約を結んで、東南部の割譲とイギリスに外交権を委譲して保護国となることを認めたが、依然としてアフガニスタン側の反抗が強くイギリス軍は苦戦を強いられ、ヤアクーブ・ハーンも退位してインドへと亡命した。
1880年7月27日にカンダハール郊外のマイワンドの戦いで、ヤアクーブの兄弟アイユーブ・ハーンに大敗を喫するなど、イギリス軍は大きな損害を受けながらも、9月1日のカンダハールの戦いでアイユーブ・ハーンを撃破すると、1881年までアフガニスタンへの駐留を続けた。結局イギリスは、混乱の中で亡命先の中央アジアから帰還していた王族の一員アブドゥッラフマーン・ハーンが台頭してくると彼を交渉相手として妥協することにし、外交権をイギリスに委ねて保護国となることを認めさせ、イギリスの面目と当初の戦闘目的を果たす見返りに彼に庇護を与え、自立支配を許す条件で撤退することとなった。国境は結局ガンダマク条約のものが踏襲され、東南国境は現在のアフガニスタン・パキスタン国境線に確定することになるが、これによってパシュトゥーン人（アフガン人）の居住地がふたつの国家に分断された。

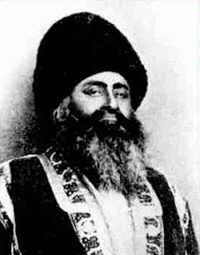
シール・アリー
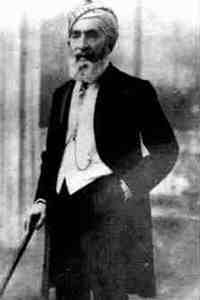
ヤアクーブ・ハーン
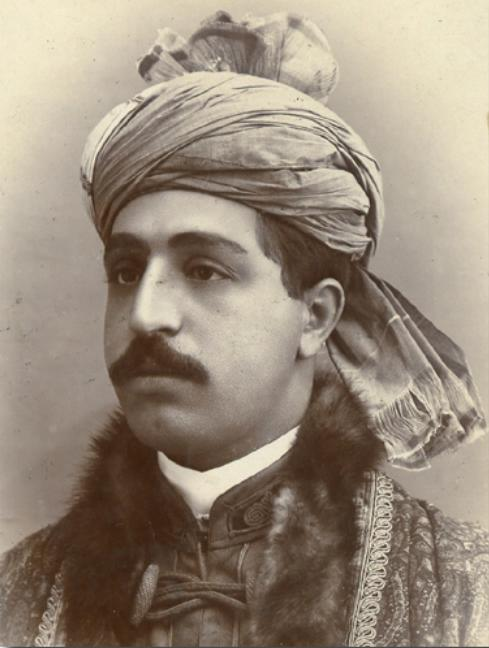
アイユーブ・ハーン

## 第三次アフガン戦争
イギリスの後ろ盾を得たアブドゥッラフマーンは従兄弟にあたるアイユーブ・ハーンを追って統一を回復すると、アフガニスタンの近代化に乗り出し、その子ハビーブッラー・ハーンもその政策を継承した。
1919年、ハビーブッラーが暗殺され、アマーヌッラー・ハーンが即位を宣言した。アマーヌッラーは第一次世界大戦によってイギリスが疲弊した好機ととらえ、イギリスに対するジハードを唱えて5月3日、カイバル峠の国境に軍を進め、領内のパシュトゥーン人が呼応して反乱を起こすことを恐れたイギリスのインド帝国当局もやむなくこの挑発に乗ってイギリス軍を動員、第三次アフガン戦争が始まった。
5月11日、第1インド歩兵師団は、第1騎兵旅団の支援の下、ハイバル峠のアフガン軍を攻撃し、これを敗走させた。同日、イギリスの航空隊がジェラーラバードを爆撃し、この方面のアフガン軍は完全に士気喪失した。しかし、5月23日、ホスト地区のムハンマド・ナーディル・シャー将軍指揮下の部隊がインド領内に侵入してタリ駅を占領し、イギリス軍2個大隊を包囲した。6月1日、ダウエル将軍の歩兵旅団が反撃に転じ、アフガン軍を撤退させた。
この戦争ではアフガン軍がイギリス領に攻め込む形で始まったが思うように戦果が上がらず、またイギリスが空爆を行ったことやインド帝国側のパシュトゥーン人の支援が満足に得られなかったことから開戦早々に戦線は膠着した。5月末にアフガニスタン側は停戦を申し入れ、戦争の長期化を嫌うイギリスもこれに応じて6月3日に休戦した。
第三次アフガン戦争の結果、アフガニスタンは8月8日に結ばれたラーワルピンディー条約で外交権を回復し、完全独立を達成した。

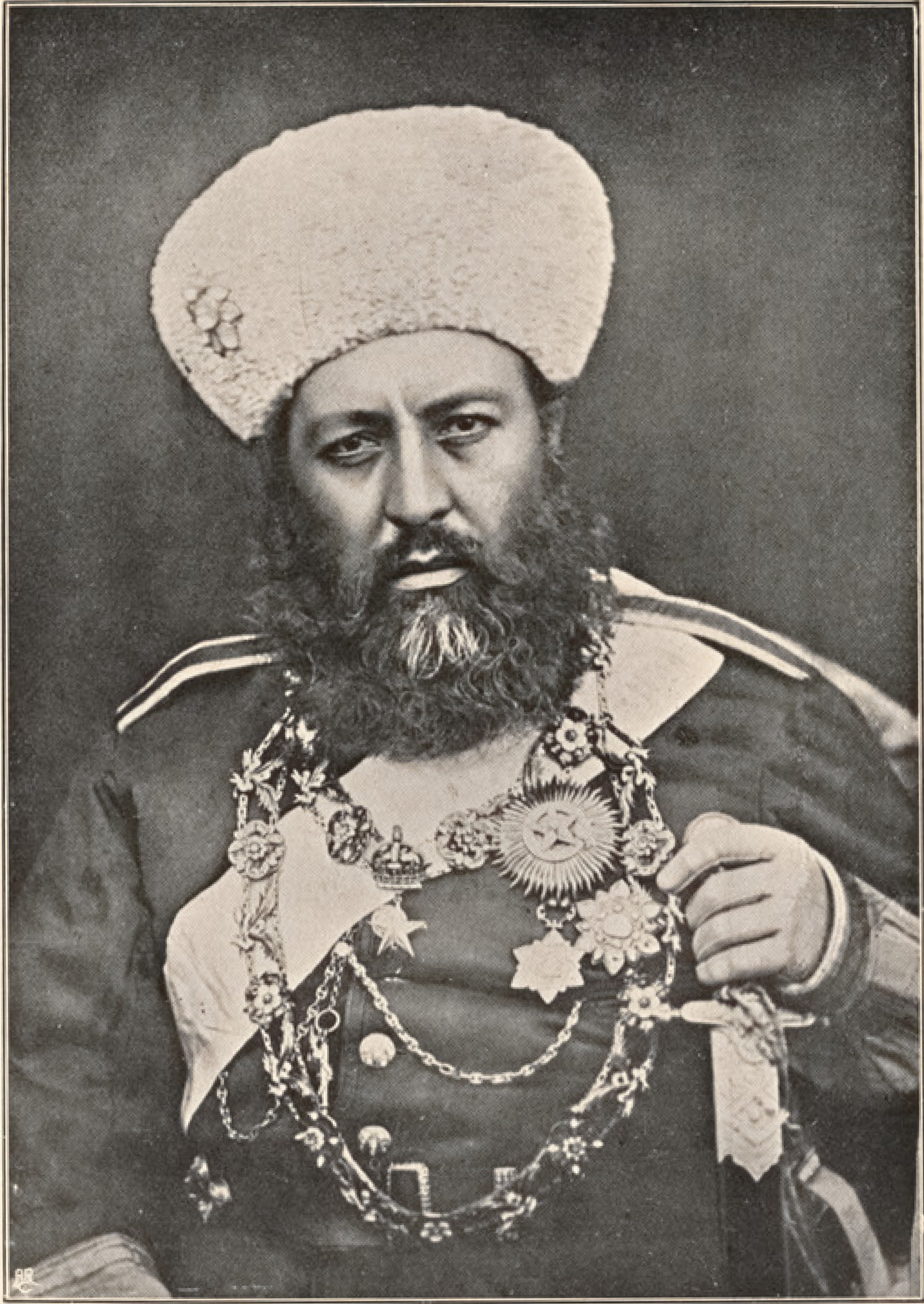
アブドゥッラフマーン・ハーン
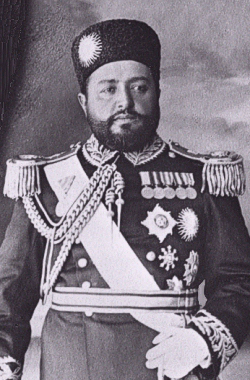
ハビーブッラー・ハーン
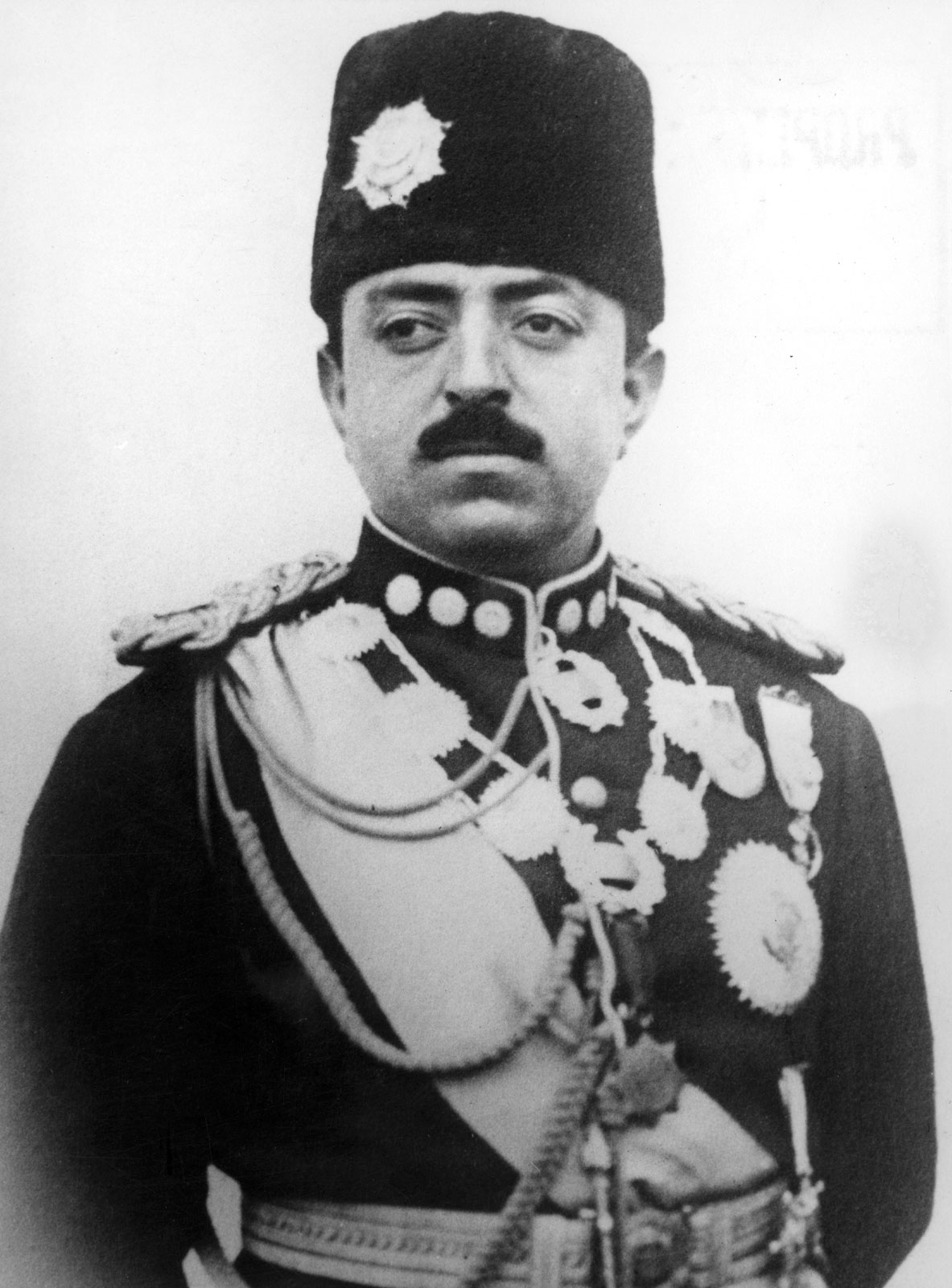
アマーヌッラー・ハーン

## アフガン戦争に関する作品

### 小説
- シャーロック・ホームズシリーズ - 登場人物のジョン・H・ワトスンが第二次アフガン戦争に従軍した。

### ボードゲーム
- Joseph Miranda【Asia Crossroads】,Strategy & Tactics No.216,Decision Games※19世紀のロシア、ペルシャ、中国、アフガニスタン周辺でのイギリスとロシアの覇権争い。
- Joseph Miranda【Operation Anaconda】,Strategy & Tactics No.276,Decision Games※2002年アフガニスタン戦争におけるタリバン・アルカイダ拠点への攻撃。